# 華夏書院
華夏書院（英語：Wahhar College Hong Kong）是香港一所民辦私立學校，由新亞書院畢業生列航飛於1962年創辦，現址位於九龍旺角通菜街。該校是香港政府註冊專上院校，編號：ED1/31569/64。

## 簡史
1937年，列航飛在香港就讀絢光小學，當時已培養一種嚮往學術自由和愛好中國的情操。1952年，列航飛與若干同學，向母校亞洲文商夜學院（新亞書院前身）借用桂林街校舍，開辦新亞夜校。義務辦學，持續廿多年。（註：據列老口述：夜校的學校註冊，後來無償轉交某團體，據悉是志蓮夜書院。）
1962年（民國51年），列航飛創辦華夏書院。列先生畢業於新亞書院及新亞研究所，深受錢穆、唐君毅、張丕介諸先生的精神感召而創學。
1960年代，因為當時只有香港大學及新成立的香港中文大學可頒授學位，浸會書院、嶺南書院、珠海書院及華夏書院，曾經被合稱「四大私塾」，浸會書院及嶺南書院先後在1970及1980年代接受政府資助，後來還獲得升格大學；樹仁書院在2006年也成為私立大學，珠海書院雖然發展上不順利，但仍於2016年遷入新建的屯門校舍，更名珠海學院；只有華夏默默堅守理念，繼續在唐樓單位內辦學。華夏曾辦過中醫學系，可是未獲任何官方核准資格；合辦人何樹勛博士有感學員增加，但卻反映對非中醫專業學科不感興趣，故後來另創立新校專辦中醫藥相關學科，因初創中醫課程在華夏書院內，故新校名稱為佛教華夏中醫學院。
時至今日，華夏仍開辦中國文學、哲學、歷史、中醫學等課程，秉承宗旨，惟全部課程均未通過香港學術評審局評審。

## 院系架構
- 大專本部
  - 中醫系
  - 人文系
  - 藝術系
  - 企業管理系
- 研究所
  - 政治研究所
  - 新聞研究所
  - 管理研究所
  - 人文研究所

## 外部連結
- 官方网站